# 1992 WL3
1992 WL3 är en asteroid i huvudbältet som upptäcktes den 21 november 1992 av den japanska astronomen Nobuhiro Kawasato i Uenohara.
Asteroiden har en diameter på ungefär 15 kilometer.